# Boots Southerland
Boots Southerland (eigentlich Marlin Southerland) ist ein US-amerikanischer Schauspieler und Stuntman.

## Leben
Southerland begann seine Karriere 1988 als Pferdebetreuer für den Western Young Guns – Sie fürchten weder Tod noch Teufel. Bei der zwei Jahre später entstandenen Fortsetzung Blaze of Glory – Flammender Ruhm war er daneben auch als Stuntman und in einer Statistentrolle zu sehen. Seine Fertigkeiten im Umgang mit Pferden und sein Äußeres sorgten in den darauf folgenden Jahren für zahlreiche Filmrollen, er war deshalb allerdings auch häufig auf die Rolle des Cowboys festgelegt.
1991 arbeitete er in Lucky Luke erstmals mit Terence Hill. 1994 war er in einer größeren Rolle im letzten gemeinsamen Bud Spencer/Terence Hill-Film, dem Western Die Troublemaker zu sehen. Zu den weiteren Western mit seiner Beteiligung zählen Lawrence Kasdans Wyatt Earp – Das Leben einer Legende mit Kevin Costner in der Hauptrolle, Walter Hills Wild Bill, Richard Linklaters Die Newton Boys, sowie der von Natalie Portman produzierte Action-Western Jane Got a Gun. Southerland war gelegentlich auch außerhalb des Westerngenres tätig, unter anderem im Actionfilm Getaway, den Science-Fiction-Filmen The One und Terminator: Die Erlösung sowie in der mehrfach Oscar-prämierten Literaturverfilmung No Country for Old Men
Neben seinen Filmrollen arbeitete Southerland auch für das Fernsehen. Unter anderem spielte er Gastrollen in den Serien Walker, Texas Ranger und Die glorreichen Sieben. 2009 war er zwei Fernsehfilmen mit Terence Hill zu sehen.

## Filmografie (Auswahl)

### Fernsehen
- 1997: Walker, Texas Ranger
- 1998: Die glorreichen Sieben (The Magnificent Seven)
- 2006: Wildfire
- 2009: Doc West – Nobody ist zurück (Doc West)
- 2009: Doc West – Nobody schlägt zurück (Doc West: La sfida)
- 2015: The Messengers
- 2016: Preacher
- 2020: Yellowstone

### Film
- 1990: Blaze of Glory – Flammender Ruhm
- 1991: Lucky Luke
- 1994: Die Troublemaker
- 1994: Getaway
- 1994: Wyatt Earp – Das Leben einer Legende
- 1995: Wild Bill
- 1996: Pick Up – Das Mädchen und der Cowboy (Ruby Jean and Joe)
- 1998: Die Newton Boys (The Newton Boys)
- 2001: The One
- 2003: Blind Horizon – Der Feind in mir (Blind Horizon)
- 2004: Suspect Zero – Im Auge des Mörders
- 2006: Seraphim Falls
- 2007: No Country for Old Men
- 2007: Trade – Willkommen in Amerika (Trade)
- 2009: Terminator: Die Erlösung
- 2015: Sicario
- 2015: Jane Got a Gun
- 2021 They Want Me Dead (Sheriff)